# Christianae reipublicae
La Christianae reipublicae è un'enciclica di papa Clemente XIII, datata 25 novembre 1766, nella quale il pontefice mette in guardia contro la proliferazione di libri che infangano la fede cristiana, fino ad arrivare a negare l'esistenza dell'anima e di Dio; contro questa «licenza di pensiero, assolutamente pazza», il papa invita a lottare con forza.